# Anthonij Guépin
Anthonij Johannes Guépin (Den Helder, 2 de maio de 1897 — Sint-Truiden, 16 de agosto de 1964) foi um velejador neerlandês, medalhista olímpico. Ele competiu nos Jogos Olímpicos de Verão de 1924 na classe 6 Metre e conquistou a medalha de bronze na disputa a bordo do Willem-Six com Johan Carp e Jan Vreede.
Ele estudou Direito na Universidade de Leiden. Guépin iniciou sua carreira na Philips em 15 de maio de 1925 como advogado em Amsterdã. Foi promovido em 19 de junho de 1939 a secretário da empresa e responsável pelo departamento de patentes. Em 1958 tornou-se vice-presidente.